# Mathilde ter Heijne
Mathilde ter Heijne (Straatsburg, 1969) is een Nederlandse, in Berlijn gevestigde, conceptuele kunstenares. 

## Loopbaan
Zij studeerde aan de Stadsakademie (1988-1992) in Maastricht en aan de Rijksakademie voor Beeldende Kunsten in Amsterdam (1992-1994) en doceerde tussen 2011 en 2019 Visual Art/New Media, Performance and Installation aan de Kunsthochschule Kassel en sinds 2019 Visual Art/Time based arts and Performance aan de Universität der Küste in Berlin.
Haar oeuvre behelst onderzoek naar sociale, culturele, politieke en economische achtergronden van genderspecifieke verschijnselen en percepties van de werkelijkheid binnen verschillende culturen en culturele geschiedenis. In haar installaties, performances en films maakt zij gebruik van bestaand bronmateriaal zoals films, foto’s, wetenschappelijk materiaal, psychotherapeutische sessies of bijvoorbeeld religieuze rituelen. Oude gebruiken worden opnieuw ingezet, niet vertelde verhalen ontsluit, vergeten verhalen verteld ten einde de geschiedschrijving ter discussie te stellen.
Een voorbeeld van hoe alternatieve verhalen door de tijd kunnen reizen en wat geschiedenis ook kan zijn, toont zij in Woman to Go (2005). Het project, een steeds groter wordend archief van postkaarten, laat foto’s zien van onbekende vrouwen die worden gekoppeld aan biografieën van bekende, invloedrijke of buitengewone vrouwen die leefden tussen 1840 en 1920. De ansichtkaarten kunnen gratis worden meegenomen zodat een subjectieve geschiedenis of een bron van inspiratie verder gestuurd kan worden.
Ter Heijne ziet geslacht als een van de te onderscheiding categorieën samen met sociale positie, leeftijd, seksuele geaardheid en etnologische achtergrond. Het zijn groepen die aan een (patriarchale, kapitalistische) hiërarchie onderworpen zijn en die bij de productie van kennis, kansen en eigendom, en dus macht, in onze samenleving een rol spelen. In haar projecten probeert zij strategieën te ontwikkelen om deze categorieën binnen de sociale machtsstructuren en voorstellingen van realiteit zichtbaar te maken en machtsverhoudingen te ondergraven.
Haar kunstpraktijk is zowel collaboratief als participatief: zij is geïnteresseerd in het genereren van tijdelijke, event specifieke en collectieve processen. In Give and Take (2010) werden bezoekers uitgenodigd om, in ruil voor iets van zichzelf, edities van verschillende kunstenaars mee naar huis te nemen. Het project Olacak! (2010) onderzoekt de historisch gegroeide rol van de vrouw als thuiswerkster en het vinden van een manier om de verworven vaardigheden te gebruiken om een bloeiend en empowerment netwerk te visualiseren en verder te versterken.
Mathilde ter Heijne was tevens medeoprichtster van ƒƒ, een levend en evoluerend netwerk van kunstenaars, curatoren, en theoretici waarin samenwerking een methode en doelstelling is. ƒƒ organiseert discussies, performatieve projecten en tentoonstellingen die verband houden met de interesse van het ƒƒ netwerk, dat wordt gevormd rond een steeds wisselende discussie over hedendaagse feministische en participatieve praktijken.

## Citaten
Oliver Koerner von Gustorf in ArtMag: “her art really does aim at what really hurts—the mechanisms of oppressing women, domestic violence, marginalization, and self-sacrifice that lie hidden behind the facades of purportedly enlightened or intact family relationships.”
Sophia Trollmann in de begeleidende tekst bij de tentoonstelling Performing Change: “She puts alternative ways of seeing and experiential values up for discussion in order to enable and implement a change in perspective, to create new realities.”

## Catalogi
- Mathilde ter Heijne: Performing Change. Museum für Neue Kunst – Städtische Museen Freiburg, Duitsland: Sternberg Press, 2015.
- Mathilde ter Heijne: Any Day Now. Kunsthalle Nürnberg im KunstKulturQuartier, Duitsland en Kunstmuseum Linz, Oostenrijk: Verlag für Moderne Kunst, Nürnberg 2010.
- Mathilde ter Heijne: If it's me, it's not me. Ostfilder, Duitsland: Hatje Cantz Verlag, 2008.
- Ingrid Calame, Mathilde ter Heijne, Jörg Wagner. Kunstverein Hannover, Duitsland, 2004.
- Mathilde ter Heijne: Tragedy. Migros Museum für Gegenwartskunst, Zurich, Zwitserland: Revolver Publishing, 2002.

## Solotentoonstellingen (selectie)
- 2020 - Woman to Go, PalaisPopulaire, Berlin
- 2019 - Das Persönliche & Unpersönliche in Präsentation & Repräsentation, Grassi museum, Leipzig
- 2016 - It Will Be!, Kunstverein Haus am Lützowplatz, Berlin
- 2014 - Performing Change, Museum für Neue Kunst Freiburg, Duitsland
- 2011 - Any Day Now, Lentos Museum, Linz, Oostenrijk
- 2010 - Any Day Now, Kunsthalle Nürnberg
- 2009 - Long Live Matriarchy!, Stedelijk Museum Bureau, Amsterdam
- 2006 - Woman To Go, Berlinische Galerie, Berlijn, Duitsland
- 2005 - BASE 103, Collection Goetz, München, Duitsland
- 2002 - Tragedy, Migros Museum für Gegenwartskunst, Zurich, Zwitserland

## Groepstentoonstellingen (selectie)
- 2015 - TURN ON, Tel Aviv Museum of Art, Israel
- 2014 - High Performance, Zentrum für Kunst und Medientechnologie, Karlsruhe, Duitsland
- 2013 - I am another world, Akademie der bildenden Künste, Wenen, Oostenrijk
- 2011 - Zeit zu handeln!, Kunsthalle Krems, Oostenrijk
- 2010 - Unpossessing Femininity: No more bad girls?, Kunsthalle Exnergasse, Wenen, Oostenrijk
- 2009 - El Dorado, Kunsthalle Nürnberg, Duitsland
- 2008 - Female Trouble, Pinakothek der Moderne, München, Duitsland
- 2007 - Made in Germany, the Sprengel Museum, Kunstverein Hannover, and kestnergesellschaft, Hannover, Duitsland
- 2006 - The 4th Seoul International Media Art Biennale
- 2006 - The Shanghai Biennale
- 2005 - A Greater New York, MoMA PS1, New York